# Silurus meridionalis
Silurus meridionalis és una espècie de peix de la família dels silúrids i de l'ordre dels siluriformes. Va ser descrit per l'ictiòleg xinès H.. Chen el 1977.

## Morfologia
Els adults poden assolir els 100 cm de llargària total.

## Distribució geogràfica
Es troba a la conca del riu Iang-tsé a la Xina). És pot comercialment criar en aqüicultura.